# Episodi di The L Word (terza stagione)
La terza stagione della serie televisiva The L Word, composta da dodici episodi, è stata trasmessa sul canale statunitense via cavo Showtime dall'8 gennaio al 26 marzo 2006.
In Italia, la stagione è andata in onda in prima visione sul canale satellitare Jimmy dall'11 maggio al 27 luglio 2006.
| nº | Titolo originale                   | Titolo italiano    | Prima TV USA     | Prima TV Italia |
| -- | ---------------------------------- | ------------------ | ---------------- | --------------- |
| 1  | Labia Majora                       | Complicazioni      | 8 gennaio 2006   | 11 maggio 2006  |
| 2  | Lost Weekend                       | Donne mascoline    | 15 gennaio 2006  | 18 maggio 2006  |
| 3  | Lobsters                           | La rimpatriata     | 22 gennaio 2006  | 25 maggio 2006  |
| 4  | Light My Fire                      | Stimoli            | 29 gennaio 2006  | 1º giugno 2006  |
| 5  | Lifeline                           | Speed dating       | 5 febbraio 2006  | 8 giugno 2006   |
| 6  | Lifesize                           | Trasformazione     | 12 febbraio 2006 | 15 giugno 2006  |
| 7  | Lone Star                          | Stella d'oro       | 19 febbraio 2006 | 22 giugno 2006  |
| 8  | Latecomer                          | Di vita o morte    | 26 febbraio 2006 | 29 giugno 2006  |
| 9  | Lead, Follow or Get Out of the Way | Doppio gioco       | 5 marzo 2006     | 6 luglio 2006   |
| 10 | Losing the Light                   | Il buio nel tunnel | 12 marzo 2006    | 13 luglio 2006  |
| 11 | Last Dance                         | Scomparsa          | 19 marzo 2006    | 20 luglio 2006  |
| 12 | Left Hand of the Goddess           | Andare avanti      | 26 marzo 2006    | 27 luglio 2006  |